# 厄瓜多爾片鱂脂鯉
厄瓜多爾片鱂脂鯉為輻鰭魚綱脂鯉目脂鯉亞目鱂脂鯉科的其一種，分布於南美洲厄瓜多北部及哥倫比亞南部淡水流域，體長可達16公分，棲息植被生長茂密的底層水域，生活習性不明，可作為觀賞魚。